# Aron Jóhannsson
Aron Jóhannsson (* 10. listopadu 1990, Mobile, USA) je americko-islandský fotbalista hrající jako útočník v německém týmu Werder Brémy. Oblékal dres islandské fotbalové reprezentace do 21 let, na seniorské úrovni nastupuje v A-mužstvu USA.

## Život
Narodil se islandským rodičům v Mobile v Alabamě, USA. Aron se přestěhoval na Island s jeho rodinou ve třech letech.

## Klubová kariéra
Aron začal hrát v místním klubu Ungmennafélagið Fjölnir v Reykjavíku. V roce 2005 se přesunul do Breiðablik Kópavogur na jednu sezónu. Jeden školní rok 2007–2008 strávil v U.S. Soccer Development Academy, kde hrál za floridský tým IMG Academy.

### Fjölnir
Aron debutoval ve Fjölniru v Úrvalsdeild v sezóně 2008. Další rok se stal hráčem základní sestavy, celkem absolvoval 37 ligových zápasů a skóroval v nich 13x, 12x v jeho poslední sezóně. V jeho poslední sezóně ve Fjölniru byl vyhlášen nejlepším a nejslibnějším hráčem v roce 2010. A kromě toho byl na čele střelců ligy. Takže všechny ocenění si převzal právě v této sezóně.

### Aarhus GF
Aron přitahoval pozornost zahraničních klubů během jeho druhé sezóny ve Fjölniru. Do dánského klubu Aarhus GF se přesunul na konci srpna 2010. Následoval dobrý výkon proti Viborg FF 16. dubna 2011 (AGF vyhrálo 3:2). Byl vybrán jako jeden z útočníků v základní sestavě. Hrál i ve zbývajících zápasech v této sezóně a pomohl týmu k postupu do Superligaen.
Aron vytvořil nový rekord v 27. srpna 2012, když dal nejrychlejší hattrick v dánské Superlize. Hattrick zkompletoval do pouhých 3 minut a 50 sekund proti AC Horsens, poté přidal ještě jeden gól a zařídil tak výhru 4:1. Překonal předchozí rekord Ebbe Sanda z roku 1997.

### AZ Alkmaar
Aron se k AZ Alkmaaru připojil 29. ledna 2013. Poprvé skóroval 14. dubna 2013. 11. srpna 2013 skóroval z trestného kopu (3:2) proti AFC Ajax. Proti týmu Sparta Rotterdam dal 29. září 2013 hattrick v nizozemském poháru. Tři dny na to dal vítězný gól v Eredivisie proti PSV Eindhoven (výhra 2:1).

### Werder Brémy
V srpnu 2015 zamířil do německého bundesligového klubu Werder Brémy. Svoji premiéru si odbyl 15. srpna 2015, kdy ve 57. minutě střídal Levina Öztunalıho v utkání proti FC Schalke 04.

## Reprezentační kariéra

### Island
Hrál za islandskou jedenadvacítku.
Po dobrých výkonech v Superligaen v roce 2012 byl Aron povolán v říjnu 2012 do islandského A-týmu na zápas kvalifikace na MS 2014 proti Švýcarsku a Albánii. Nicméně nenastoupil kvůli zranění.

### USA
V květnu 2013 na něj zaměřil svou pozornost kouč USA Jürgen Klinsmann. Aron se rozhodl přijmout nabídku reprezentovat USA, debutoval 14. srpna 2013 v přátelském zápase proti Bosně a Hercegovině (výhra 4:3).
Zúčastnil se Mistrovství světa ve fotbale 2014 v Brazílii, kde byli Američané vyřazeni v osmifinálovém zápase s Belgií.